# Barbadosi labdarúgó-válogatott
A barbadosi labdarúgó-válogatott Barbados nemzeti csapata, amelyet a barbadosi labdarúgó-szövetség (angolul Barbados Football Association) irányít.

## CONCACAF-szereplés
CONCACAF-bajnokság
- 1963–1973: Nem indult.
- 1977: Nem jutott be.
- 1981: Visszalépett.
- 1985–1989: Nem indult.

CONCACAF-aranykupa
- 1991: Nem indult.
- 1993–2011: Nem jutott be.

## Világbajnoki szereplés
- 1930–1974: Nem indult.
- 1978: Nem jutott be.
- 1982: Nem indult.
- 1986: Visszalépett.
- 1990: Nem indult.
- 1994–2018: Nem jutott be.